# Styloniscus insulanus
Styloniscus insulanus là một loài chân đều trong họ Styloniscidae. Loài này được Ferrara & Taiti miêu tả khoa học năm 1983.